# Warrior (musikalbum)
Warrior är det andra studioalbumet av den amerikanska sångerskan Kesha, utgivet den 30 november 2012. Albumet producerades av Keshas följeslagare sedan flera år, Dr. Luke, Max Martin, Shellback, Ammo och Benny Blanco, och gästas av rocksångaren Iggy Pop, som har fungerat som en viktig influens på albumet. Även Nate Ruess från rockbandet Fun, rapparen will.i.am, The Black Keys-trummisen Patrick Carney, rockbanden The Strokes och The Flaming Lips samt Keshas egen mor Pebe Sebert, har bidragit till albumet.
Warrior uppnådde sjätte plats på Billboard 200 med 85,000 sålda exemplar. Första singeln från albumet, "Die Young", blev en kommersiell hit och placerade sig två på Billboard 100.

## Låtlista
| Nr  | Titel                                 | Kompositör                                                                     | Producent                                    | Längd |
| --- | ------------------------------------- | ------------------------------------------------------------------------------ | -------------------------------------------- | ----- |
| 1.  | Warrior                               | Kesha Sebert, Lukasz Gottwald, Max Martin, Pebe Sebert, Henry Walter           | Dr. Luke, Cirkut, Emily Wright               | 4:00  |
| 2.  | Die Young                             | K. Sebert, Gottwald, Benjamin Levin, Nate Ruess, Walter                        | Dr. Luke, Benny Blanco, Cirkut               | 3:31  |
| 3.  | C'Mon                                 | K. Sebert, Gottwald, Levin, Max Martin, Bonnie McKee, Walter                   | Dr. Luke, Benny Blanco, Cirkut, Emily Wright | 3:34  |
| 4.  | Thinking of You                       | K. Sebert, Klas Åhlund, Gottwald, Levin, Ammar Malik, Dan Omelio, Walter       | Dr. Luke, Benny Blanco, Cirkut, Emily Wright | 3:04  |
| 5.  | Crazy Kids                            | K. Sebert, William Adams, Gottwald, Levin, Walter                              | Dr. Luke, Benny Blanco, Cirkut               | 3:50  |
| 6.  | Wherever You Are                      | K. Sebert, Gottwald, Martin, Walter                                            | Dr. Luke, Cirkut                             | 3:58  |
| 7.  | Dirty Love (med Iggy Pop)             | K. Sebert, Iggy Pop, Gottwald, P. Sebert, Matt Squire, Walter                  | Dr. Luke, Cirkut, Matt Squire                | 2:44  |
| 8.  | Wonderland                            | K. Sebert, Gottwald, Allan Grigg, P. Sebert, Walter                            | Dr. Luke, Kool Kojak, Cirkut, Emily Wright   | 3:42  |
| 9.  | Only Wanna Dance with You             | K. Sebert, Gottwald, Martin, Walter                                            | Dr. Luke, Max Martin, Cirkut, Steven Wolf    | 3:31  |
| 10. | Supernatural                          | K. Sebert, Gottwald, Nik Kershaw, Martin, McKee, Walter                        | Dr. Luke, Cirkut                             | 4:10  |
| 11. | All That Matters (The Beautiful Life) | K. Sebert, Shellback, Martin, Savan Kotecha, Alexander Kronlund, Lukas Hilbert | Max Martin, Shellback                        | 3:37  |
| 12. | Love Into the Light                   | K. Sebert                                                                      | Greg Kurstin                                 | 4:46  |